# Jamestown, Colorado
Jamestown är en ort i Boulder County i delstaten Colorado, USA.